# 阿恩斯托夫
阿恩斯托夫是德国巴伐利亚州的一个市镇。总面积80.44平方公里，总人口6717人，其中男性3572人，女性3145人（2011年12月31日），人口密度84人/平方公里。